# 毛圖南
毛圖南（1524年—1568年），字宇化，號達菴，直隸蘇州府吳江縣人，民籍，明朝政治人物。

## 生平
嘉靖四十三年（1564年）甲子科應天府鄉試第二十四名舉人。隆慶二年（1568年）中式戊辰科會試第二十八名，三甲第二百九十名進士。发榜后十日卒于京。

## 家族
曾祖毛友諒；祖父毛源，贈布政司右參議；父毛衢，四川按察司提學副使。母顧氏（贈安人）；繼母汝氏（封安人）。慈侍下。弟毛見南、毛壽南。